# Trichorhina guanophila
Trichorhina guanophila là một loài chân đều trong họ Platyarthridae. Loài này được Souza-Kury miêu tả khoa học năm 1993.